# 第二次世界大战中的加纳
英属黄金海岸（今加纳）参与第二次世界大战始于大英帝国在1939年9月对纳粹德国宣战。虽然在黄金海岸殖民地没发生战役，但该殖民地为盟军提供了资源和人力。

## 历史
1939年9月1日德国入侵波兰的两天后，英国向纳粹德国宣战。由于德国一战战败所有殖民地被瓜分，因此德国没有非洲殖民地。之前黄金海岸在英国的殖民统治下，一战结束后德国的多哥兰并入黄金海岸。
阿克拉——黄金海岸首都，作为盟军飞机的中转站中转美国、欧洲和太平洋之间的飞行飞机。其殖民部队在进攻和占领意属东非，特别是在埃塞俄比亚方面发挥重要作用。
黄金海岸殖民地的经济从战争中受益。到1945年，英国政府开支的增加和所得税的引入导致了当地殖民政府收入增加。
二战改变了黄金海岸的人口结构，工人集中在几个大城镇。殖民地政府启动了一项计划，通过建造廉价但坚固的房子（1939年的一场地震严重破坏了许多城镇的基础设施）来解决住房短缺问题。1943年，英国建筑师马克斯韦尔·弗莱发起了一项规划黄金海岸城市的努力。弗莱为阿克拉、库马西和塞孔迪的未来布局和发展绘制了蓝图。

## 工业发展
1943年之前，黄金海岸是一个生产黄金和可可的资源殖民地。在战争期间，U型潜艇的袭击限制了西非的商业航运。因此，1943年，在英国官员赫尔曼·梅耶罗维茨的命令下，殖民发展基金被用来资助西非工业、艺术和社会科学研究所；虽说该研究所是为英国在西非的所有殖民地所提供资金的，但黄金海岸殖民地从中获益较多。该研究所的资助持续了两年，直到梅耶罗维茨于1945年去世。
在此期间，它支持了加纳当地瓷砖、砖和陶瓷工业的发展以及多哥的棉纺织品工业发展。黄金海岸城市新建筑的建设也令木材行业受益，1946年其能够出口400万立方英尺的木材。